# 山下亨
山下亨（日语：／ Yamashita Toru，1988年12月7日—）是日本搖滾樂團ONE OK ROCK的唯一吉他手，多半以藝名Toru稱之。

## 簡歷
成立ONE OK ROCK前，曾和小浜良太（現ONE OK ROCK的貝斯手Ryota）在Hip-Hop團體HEADS內活動，兩人為童年好友。他們兩人於2005年就讀堀越高等學校時和學長Alex成立了ONE OK ROCK，擔任團長、第二吉他手以及主唱。並在聽到森內貴寬（現ONE OK ROCK的主唱Taka）的演唱時，力邀他加入ONE OK ROCK擔任主唱。和Taka為樂團的主要詞曲創作者。2009年Alex因個人因素離開樂團後，擔任樂團的第一吉他手 。
2021年12月28日，於Instagram宣布與演員大政絢結婚。

## 外部連結
- 官方網站
- Toru的Instagram帳戶